# Ајон (Орегон)
Ајон (енгл. Ione) град је у америчкој савезној држави Орегон.

## Демографија
По попису из 2010. године број становника је 329, што је 8 (2,5%) становника више него 2000. године.
| Група             | 2000.       | 2010.       |
| Белци             | 305 (95,0%) | 273 (83,0%) |
| Афроамериканци    | 0 (0,0%)    | 0 (0,0%)    |
| Азијати           | 0 (0,0%)    | 2 (0,6%)    |
| Хиспаноамериканци | 10 (3,1%)   | 39 (11,9%)  |
| Укупно            | 321         | 329         |